# EZ Canis Majoris
Désignations

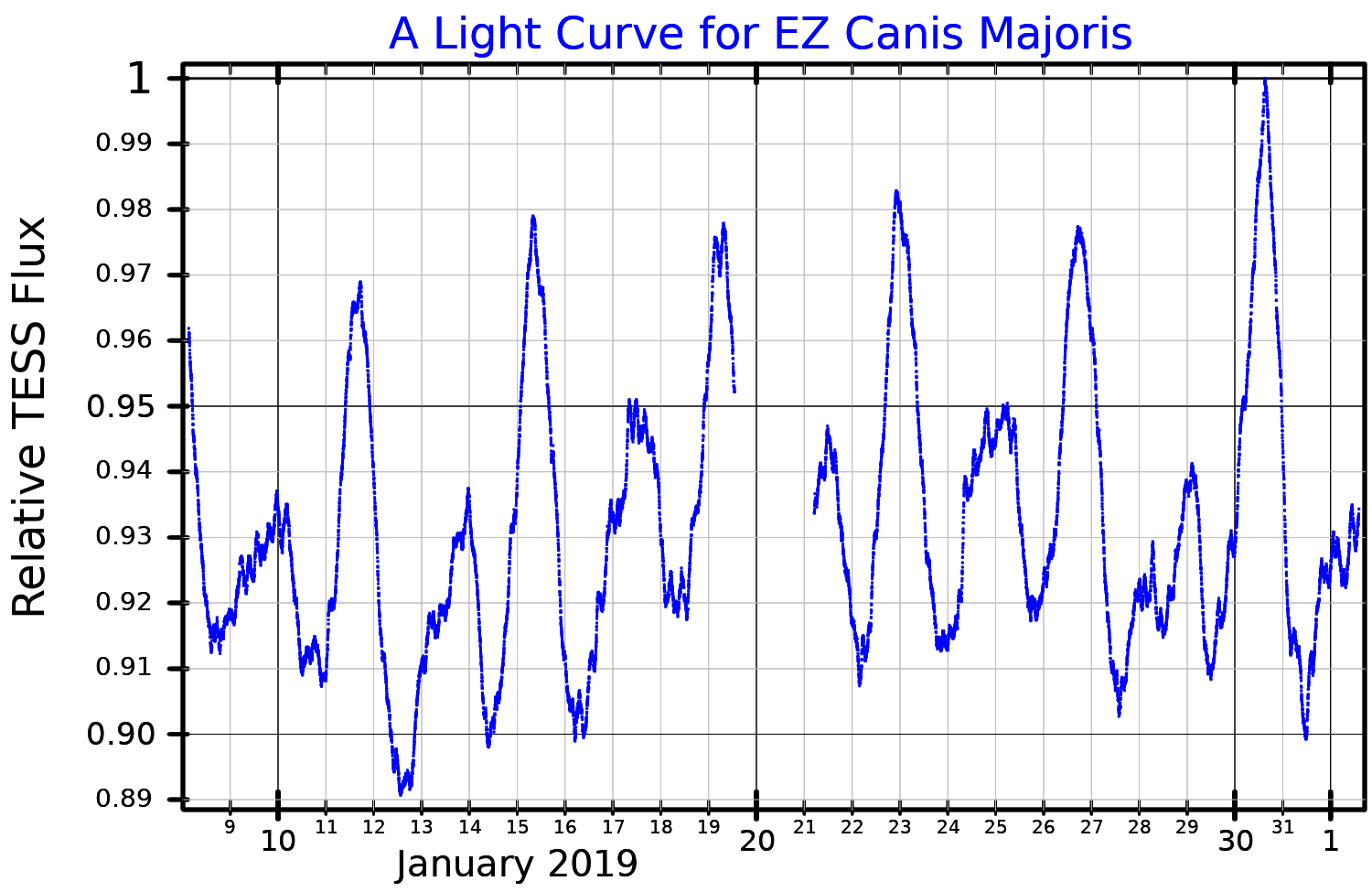
Courbe de lumière de EZ Canis Majoris, tracée à partir des données du satellite TESS.

EZ Canis Majoris (EZ CMa) est une étoile Wolf-Rayet située à environ 5 200 années-lumière (al) de la Terre dans la constellation du Grand Chien. Elle est entourée d'une bulle de vent stellaire, désignée sous le nom de Sharpless 2-308, qui fait environ 60 al de diamètre et qui serait âgée d'environ 70 000 ans.
Le spectre de EZ Canis Majoris varie selon une période d'environ 3,8 jours. Cette variation pourrait être due à des effets de surface. Cependant, certains chercheurs pensent qu'il pourrait s'agir d'un système binaire, avec pour compagnon une étoile à neutrons qui complèterait une orbite autour de l'étoile Wolf-Rayet durant ce temps.